# Sarah Chalke
Sarah Cassandra Chalke (Ottawa, Ontario, 1976. augusztus 27. –) kanadai színésznő. 
Legismertebb szerepei közé tartozik Dr. Elliot Reid  a Dokik és Dr. Stella Zinman az Így jártam anyátokkal című sorozatokban. A Rick és Morty című animációs sorozatban 2013 óta Beth Smith eredeti hangját kölcsönzi.

## Élete
Chalke a kanadai Ottawában született és Vancouverben nevelkedett. Douglas és Angie Chalke három lánya közül ő volt a középső. Anyja a németországi Rostockból származik. Állítólag gyerekkorában heti két alkalommal látogatta a német iskolát. Első nyelve az angol, de emellett franciául és németül is folyékonyan beszél. 1994-ben értettségizett le Észak-Vancouverben.
Apja ügyvédként dolgozik, magánpraxissal, Vancouverben. Szülei örökbefogadási irodát működtetnek, külföldi (főleg kínai) árvákat igyekeznek kanadai családoknál elhelyezni. Nővére, Natasha, szintén ügyvéd, húgát Pipernek hívják. 2008 áprilisában amerikai állampolgárságot kapott. Vőlegényét Jamie Afifinek hívják, vele síelés közben találkozott.

## Színészi munkái
Chalke nyolcéves korában kezdett el színészkedni, zenés színpadi darabokban lépett fel. 12 évesen a kanadai KidZone című műsor riportere lett. 1993-ban átvette Becky szerepét a Roseanne című sorozatban, majd több szerepben is megfordult ebben a sorozatban. 1998 és 1999 között a Nothing Too Good for a Cowboy című drámasorozatban szerepelt.
2001-ben válogatták be Dr. Elliot Reid szerepére a Dokik című sorozatba. Emellett több részben szerepelt az Így jártam anyátokkal című sorozatban, valamint számos filmben.

## Filmográfia

### Film
| Év   | Magyar cím         | Eredeti cím              | Szerep              | Magyar hang     |
| ---- | ------------------ | ------------------------ | ------------------- | --------------- |
| 1994 | Ernest suliba megy | Ernest Goes to School    | Maisy               | Zsigmond Tamara |
| 1999 | Atomdzsungel       | Y2K                      | Myra Soljev         | Náray Erika     |
| 1999 |                    | All Shook Up             | Katy Dudston        |                 |
| 2000 |                    | Cinderella: Single Again | Hamupipőke          |                 |
| 2000 |                    | Spin Cycle               | Tess                |                 |
| 2001 | Ráérsz megölni     | Kill Me Later            | Linda               |                 |
| 2001 |                    | XCU: Extreme Close Up    | Jane Bennett        |                 |
| 2005 | Alkímia            | Alchemy                  | Samantha Rose       |                 |
| 2005 | Habostorta         | Cake                     | Jane                |                 |
| 2007 | Mama kicsi fia     | Mama's Boy               | Maya                |                 |
| 2008 | Káoszelmélet       | Chaos Theory             | Paula Crowe         |                 |
| 2016 | Anyák napja        | Mother's Day             | Gabi                | Ruttkay Laura   |
| 2016 | A valóságshow után | After the Reality        | Kate                | Zakariás Éva    |
| 2020 | A másik Missy      | The Wrong Missy          | Julia               |                 |
| 2020 |                    | Eat Wheaties!            | Frankie Riceborough |                 |

### Televízió
Tévéfilmek
| Év   | Magyar cím                         | Eredeti cím                              | Szerep                                            |
| ---- | ---------------------------------- | ---------------------------------------- | ------------------------------------------------- |
| 1992 |                                    | City Boy                                 | Angelica                                          |
| 1993 |                                    | Relentless: Mind of a Killer             | Carrie                                            |
| 1993 |                                    | Woman on the Ledge                       | Elizabeth                                         |
| 1994 | Elszabadult indulatok              | Beyond Obsession                         | Laura Sawyer                                      |
| 1996 | Modern Robin Hood                  | Robin of Locksley                        | Marion Fitzwater                                  |
| 1996 | A halálerdő                        | Dead Ahead                               | - Heather Loch - (magyar hangja: - Hámori Eszter) |
| 1996 |                                    | Stand Against Fear                       | Krista Wilson                                     |
| 1997 | Szülői szeretet                    | A Child's Wish                           | Melinda                                           |
| 1997 | Az igazság nyomában – Halálos eskü | Dying to Belong                          | Drea Davenport                                    |
| 1997 | Anyánk gyilkosa                    | Daughters                                | Annie Morrell                                     |
| 1998 | A cowboy és az úrilány             | Nothing Too Good for a Cowboy            | Gloria McIntosh                                   |
| 1998 | Tudom, mit suttogtál a sötétben    | I've Been Waiting for You                | Sarah Zoltanne                                    |
| 2002 |                                    | It's a Very Merry Muppet Christmas Movie | Elliot Reid                                       |
| 2006 | A rúzs színe                       | Why I Wore Lipstick to My Mastectomy     | Geralyn Lucas                                     |
| 2009 |                                    | Prep & Landing                           | Magee (hangja)                                    |
| 2010 |                                    | Team Spitz                               | Alicia                                            |
| 2010 |                                    | Freshmen                                 | Jane                                              |
| 2011 |                                    | Prep & Landing: Naughty vs. Nice         | Magee (hangja)                                    |
| 2020 |                                    | Psych 2: Lassie Come Home                | Dolores nővér                                     |

Sorozatok
| Év        | Magyar cím                            | Eredeti cím                   | Szerep                                    | Megjegyzések                                                               |
| --------- | ------------------------------------- | ----------------------------- | ----------------------------------------- | -------------------------------------------------------------------------- |
| 1992      |                                       | The Odyssey                   | ingatlanügynök                            | 1 epizód                                                                   |
| 1992      |                                       | Neon Rider                    | Annie                                     | 1 epizód                                                                   |
| 1993–2018 | Roseanne                              | Roseanne                      | Becky Conner-Healy / Andrea               | visszatérő- és főszereplő                                                  |
| 1997      |                                       | Dead Man's Gun                | Muriel Jakes                              | 1 epizód                                                                   |
| 1999      |                                       | First Wave                    | Chloe Wells                               | 1 epizód                                                                   |
| 1999–2000 |                                       | Nothing Too Good for a Cowboy | Gloria Hobson                             | főszereplő (26 epizód)                                                     |
| 2001–2010 | Dokik                                 | Scrubs                        | Elliot Reid                               | - visszatérő- és főszereplő - magyar hangjai: - Zakariás Éva - Mezei Kitty |
| 2002–2003 |                                       | Clone High                    | X-Stream Erin / Marie Antoinette (hangja) | 3 epizód                                                                   |
| 2003–2004 |                                       | The ’Bu                       | Melissa                                   | főszereplő (7 epizód)                                                      |
| 2008–2014 | Így jártam anyátokkal                 | How I Met Your Mother         | Stella Zinman                             | visszatérő- és vendégszereplő                                              |
| 2009      |                                       | Scrubs: Interns               | Dr. Elliot Reid                           | 1 epizód                                                                   |
| 2009      | Férfifaló                             | Maneater                      | Clarissa Alpert                           | minisorozat (2 epizód)                                                     |
| 2009      |                                       | The Fresh Beat Band           | The Good Witch                            | 2 epizód                                                                   |
| 2011      | Négy szingli, egy eset                | Mad Love                      | Kate Swanson                              | főszereplő (13 epizód)                                                     |
| 2011–2017 | Amerikai fater                        | American Dad!                 | Cam / Meredith (hangja)                   | 2 epizód                                                                   |
| 2012      | Született szinglik                    | Cougar Town                   | Angie                                     | 4 epizód                                                                   |
| 2013      | A Grace klinika                       | Grey's Anatomy                | Casey Hedges                              | 1 epizód                                                                   |
| 2013      |                                       | How to Live with Your Parents | Polly Green-Tatham                        | főszereplő (13 epizód)                                                     |
| 2013–     | Rick és Morty                         | Rick and Morty                | Beth Smith (hangja)                       | főszereplő                                                                 |
| 2014      |                                       | Really                        | Lori                                      | 1 epizód                                                                   |
| 2015      |                                       | Backstrom                     | Amy Gazanian                              | 6 epizód                                                                   |
| 2015      | Megdönthetetlen                       | Undateable                    | Sarah Chalke                              | 1 epizód                                                                   |
| 2015      |                                       | Tit for Tat                   | Sarah                                     | 1 epizód                                                                   |
| 2016      | Angie Tribeca – A törvény nemében     | Angie Tribeca                 | Mrs. Parsons                              | 1 epizód                                                                   |
| 2016      | Amynek áll a világ                    | Inside Amy Schumer            | Amy #2                                    | 1 epizód                                                                   |
| 2016–2019 | Milo Murphy törvénye                  | Milo Murphy's Law             | Mrs. Murawski (hangja)                    | 6 epizód                                                                   |
| 2017–2019 | Hallatlan                             | Speechless                    | Melanie                                   | 8 epizód                                                                   |
| 2018      |                                       | Nobodies                      | Sarah Chalke                              | 1 epizód                                                                   |
| 2018      |                                       | The Conners                   | Andrea                                    | 1 epizód                                                                   |
| 2018      |                                       | Friends from College          | Merrill Morgan                            | 4 epizód                                                                   |
| 2018–2021 | Paradise rendőrei                     | Paradise PD                   | Gina Jabowski (hangja)                    | főszereplő (1-3. évad)                                                     |
| 2021–     | Firefly Lane – Szentjánosbogár lányok | Firefly Lane                  | Kate Mularkey                             | főszereplő                                                                 |
| 2021–     | Űrkutyák                              | Dogs in Space                 | Stella (hangja)                           | - főszereplő - magyar hangja: - Gyöngy Zsuzsa                              |